# Inganno di donna
Inganno di donna (A Woman's Fool) è un film western americano del 1918 diretto da John Ford e interpretato da Harry Carey.
Il film è considerato perduto.

## Trama
Lin McLean è un cowboy che si innamora di Katie Lusk, dalla quale viene respinto. Camminando per le strade di Denver, conosce un senzatetto di nome Tommy Lusk, con cui fa amicizia. Scopre che il ragazzo è il figlio di Katie, abbandonato dalla madre tempo prima. Decide così, assieme alla sua nuova compagna Jessie, di adottarlo. Katie ritorna nella sua vita, promettendogli eterno amore e cercando di far naufragare il suo nuovo matrimonio, senza riuscirci. La donna si suicida, e Lin, Tommy e Jessie iniziano una nuova vita assieme.